# Belsand
Belsand là một thành phố và là một khu vực quy hoạch (notified area) của quận Sitamarhi thuộc bang Bihar, Ấn Độ.

## Địa lý
Belsand có vị trí 26°27′B 85°24′Đ / 26,45°B 85,4°Đ Nó có độ cao trung bình là 55 mét (180 foot).

## Nhân khẩu
Theo điều tra dân số năm 2001 của Ấn Độ, Belsand có dân số 17.821 người. Phái nam chiếm 53% tổng số dân và phái nữ chiếm 47%. Belsand có tỷ lệ 33% biết đọc biết viết, thấp hơn tỷ lệ trung bình toàn quốc là 59,5%: tỷ lệ cho phái nam là 41%, và tỷ lệ cho phái nữ là 25%. Tại Belsand, 19% dân số nhỏ hơn 6 tuổi.